# Le Mans Hypercar

Hypercar-Kennzeichnung aus der FIA World Endurance Championship

Logo der Grand Touring Prototype-Klasse in der IMSA SportsCar Championship

Die Le Mans Hypercar (LMH) ist eine Sportwagen-Prototypenklasse, die zusammen mit der LMDh die Spitzenklasse („Hypercar“) in der FIA World Endurance Championship bildet. Fahrzeuge dieses Reglements werden zudem seit 2023 in der Grand Touring Prototype (GTP) Klasse der IMSA SportsCar Championship eingesetzt.
Die Le-Mans-Hypercar-Regularien wurden gemeinsam vom Automobile Club de l’Ouest (ACO) und der Fédération Internationale de l’Automobile (FIA) als Nachfolger der LMP1-Klasse (Le Mans Prototype 1) geschaffen und ersetzen diese seit 2021.

## Geschichte

### Niedergang der LMP1
Nach dem sukzessiven Ausstieg von Audi und Porsche aus der FIA World Endurance Championship am Ende der Saisons 2016 und 2017 im Zuge des Volkswagen-Abgasskandals, von dem der Volkswagen-Konzern (Muttergesellschaft beider Hersteller) betroffen war, sowie der Kostenspirale in der LMP1-Hybrid-Subkategorie begann der ACO eine Reihe von Diskussionen mit dem Ziel, die Wettbewerbskosten für die nächste Generation der LMP1-Regeln zu senken.
Ursprünglich war für die neuen LMP1-Regeln ein Einheitshybridsystem mit geringer Leistung geplant, das gemeinsam mit der IMSA eingesetzt werden sollte. Vertreter der drei Organisationen sowie aktuelle und potentielle Hersteller waren an den Gesprächen über das vorgeschlagene Reglement beteiligt, das in der Saison 2020/21 der Langstrecken-Weltmeisterschaft (WEC) eingeführt werden sollte. Zu dieser Zeit gab es eine Option für einen Kunden-Hybrid-Antriebsstrang für Kleinserienhersteller und Kundenteams, die dazu führen hätte können, dass das Reglement 2022 das des Daytona Prototype International (DPi) in der Spitzenklasse der WeatherTech SportsCar Championship ablöste. Dies ermöglichte die Vereinheitlichung des Spitzensportwagensports, wobei Teams und Hersteller mit demselben Auto in der „Triple Crown“ (24 Stunden von Daytona, 24 Stunden von Le Mans, 12 Stunden von Sebring) des Langstreckensports antreten können. Diese ursprünglichen Pläne zielten auf eine erhebliche Kostenreduzierung bei gleichzeitiger Beibehaltung des Leistungsniveaus der LMP1-Prototypen ab. Eine Umbenennung der Kategorie wurde später von FIA-Präsident Jean Todt vorgeschlagen.

### Frühe Konzepte
Im Juni 2018, vor den 24 Stunden von Le Mans 2018, bestätigte die FIA zum ersten Mal, dass das neue Reglement für Prototypen der Königsklasse bei seiner Einführung Designkonzepte auf der Grundlage von Hypercars beinhalten würde. Eine Zusammenfassung des neuen technischen Reglements wurde dem FIA World Motor Sport Council in Manila vorgestellt. Damals wurde bekannt, dass Toyota, Ford, McLaren, Aston Martin und Ferrari an einem runden Tisch mit den Organisatoren der Meisterschaft teilgenommen hatten, um das neue Reglement zu besprechen. Das angestrebte Budget für die gesamte Saison wurde deutlich reduziert und lag bei 25 Millionen Euro – 75 % unter den bisherigen Budgets der Werkteams.
Bei den 24 Stunden von Le Mans 2018 wurden auf der Jahrespressekonferenz des ACO die ersten Details der neuen Spitzenklasse der FIA World Endurance Championship bekannt gegeben, deren Reglement für fünf Saisons gelten sollte. Zahlreiche Aspekte des Designs für die neue Klasse wurden offen gehalten und ein sehr freies Motordesign angestrebt. Für die Autos war ein Gesamtgewicht von 980 kg mit einer kontrollierten Gewichtsverteilung sowie einem definierten maximalen Kraftstoffdurchsatz und andere Vorschriften zur Regulierung der Entwicklungskosten vorgesehen. Bei den Hybridsystemen war ein Elektromotor an der Vorderachse mit einer festen Leistung von 200 kW (270 PS) geplant, so dass die Fahrzeuge über einen Allradantrieb verfügt hätten, während die maximale Leistung des Motors auf 520 kW (700 PS) festgelegt war. Jedes Auto hätte zwei Sitze, ein größeres Cockpit als die vorangegangenen LMP1-Fahrzeuge, eine breitere Windschutzscheibe und eine Silhouette, die eher der von Straßenfahrzeugen entsprechen sollte, haben sollen. Die Hersteller wären verpflichtet, ihre Hybridsysteme für Privatteams zur Verfügung zu stellen, die sie gegen eine Kostenobergrenze leasen könnten, während jeder Hersteller in der Lage wäre, sein eigenes Hybridsystem zu entwerfen und zu bauen, das von der FIA und dem ACO homologiert werden müsste. Die Autos hätten mit einer Zielrundenzeit von 3:20 auch leicht langsamer sein sollen als ihre Vorgänger aus der LMP1.
Am 25. Juli 2018 gab die Scuderia Cameron Glickenhaus als erster Hersteller offiziell ihre Teilnahme unter dem neuen Reglement bekannt. Der Hersteller veröffentlichte Bilder eines Prototyps, der bei den 24 Stunden von Le Mans eingesetzt werden sollte. Der Hersteller würde eine limitierte Auflage von 25 straßenzugelassenen Versionen und eine Rennversion anbieten, um sein Le-Mans-Programm zu finanzieren. Bis zum Ende des Jahres 2018 hatte sich aber außer Glickenhaus kein anderer Hersteller auf das neue Reglement festgelegt. Mehrere Hersteller äußerten Bedenken wegen des engen Zeitrahmens, der den Herstellern, die sich ab der ersten Wettbewerbssaison verpflichten wollten, weniger als zwei Jahre für die Entwicklung und den Bau neuer Fahrzeuge nach der Genehmigung durch die Konzernführung lassen würde. Am 21. Oktober 2018 gab McLaren bekannt, dass es aufgrund des engen Zeitrahmens und des zu diesem Zeitpunkt noch relativ unklaren Stands des Reglements nicht am ersten Jahr der neuen Wettbewerbsklasse teilnehmen würde.

### Beginn der Le-Mans-Hypercar-Klasse
Am 5. Dezember 2018 veröffentlichte die FIA das technische Reglement für die Klasse, das serienmäßige Antriebe vorschreibt. Außerdem wurde beschlossen, dass bis zum Ende der ersten Saison eines Herstellers mindestens 25 Straßenfahrzeuge mit dem Verbrennungsmotor und dem Energierückgewinnungssystem (ERS) des Rennwagens produziert werden müssen, wobei diese Zahl bis zum Ende der zweiten Saison auf 100 ansteigen solle. Dies hätte bedeutet, dass Konstrukteure von reinen Motorsportrennwagen wie Oreca, Onroak Automotive und Dallara keine Hypercars bauen dürften, während die zuvor vorgeschlagene standardisierte Hybridlösung in den Vorschriften fehlte. Das Reglement sah eine maximale Gesamtleistung des Verbrennungs- und Elektro-Hybridsystems von etwa 710 kW (950 PS) vor und lag damit unter dem ursprünglich im Juni vorgestellten Wert. Die maximale Leistung des Verbrennungsmotors war nun auf 508 kW (681 PS) und nicht mehr auf 520 kW (700 PS) limitiert, die Leistung des Elektroaggregats mit 200 kW blieb aber gleich. Darüber hinaus wurde ein Verbot von Dieselantrieben und eine Kostenobergrenze von 3 Millionen Euro (3,4 Millionen US-Dollar) für die Lieferung von ERS-Systemen von Herstellern an Kundenteams festgeschrieben. Außerdem wurde angekündigt, dass es einem ERS-Hersteller untersagt ist, ein System an mehr als drei Konkurrenten zu liefern, ohne die formale Genehmigung der FIA einzuholen. Das Minimalgewicht der neuen Generation wurde von den ursprünglich angedachten 980 kg auf 1.040 kg angehoben. Die maximal zulässige Länge beträgt 5.000 mm und die Breite 2.000 mm.
Am 7. März 2019 wurde bekannt gegeben, dass die FIA-Langstrecken-Weltmeisterschaft ihre Kriterien für das neue Prototypen-Reglement anpassen wird, so dass Hersteller nun auch Rennwagen einsetzen dürfen, die von straßentauglichen Hypercars abgeleitet sind. Dies geschah, nachdem mehrere Hersteller ihr Interesse an einer engeren Abstimmung zwischen ihren Produktions- und Rennaktivitäten geäußert hatten, wobei sie sowohl Bedenken hinsichtlich des Budgets als auch der Verfügbarkeit von Plattformen anführten. In der Folge wurde die Zielrundenzeit in Le Mans der neuen Boliden von 3:20 auf 3:30 Minuten erhöht und bewegliche aerodynamische Vorrichtungen, die nach dem neuen Reglement ursprünglich erlaubt sein sollten, aus Kostengründen gestrichen.
Am Freitag vor den 24 Stunden von Le Mans 2019 (14. Juni 2019) wurde das vollständige technische Reglement der neuen Klasse auf der Pressekonferenz des Rennens vorgestellt. Das Reglement war mit der Ankündigung verbunden, dass Toyota Gazoo Racing und Aston Martin Racing sich für die erste Saison der Kategorie engagieren würden. Aston Martin bestätigte die Verwendung des Straßenfahrzeugs Valkyrie als Basis seines Hypercars, während Toyota die Verwendung seines GR Super Sport-Konzepts andeutete. Die beiden Hersteller würden sich bei den ersten Rennen dem angekündigten Glickenhaus-Fahrzeug und ByKolles Racing anschließen.
Am 19. Februar 2020 gab Aston Martin bekannt, dass es sein Le-Mans-Hypercar-Projekt verschieben werde, da die Ankündigung des gemeinsamen ACO-IMSA Le Mans Daytona hybrid (LMDh)-Reglements das Unternehmen dazu veranlasste, seine Pläne für das Projekt zu überdenken. Darüber hinaus plante das Unternehmen, 2021 zum ersten Mal seit den späten 1950er Jahren als Werksteam wieder in die Formel 1 einzusteigen.
Am 11. Mai 2020 gab die FIA bekannt, dass sie die vorgeschlagenen Änderungen am technischen Reglement der LMH genehmigt hat, die eine Senkung der maximalen Leistung von 585 kW (784 PS) auf 500 kW (670 PS) und des Minimalgewichts der Fahrzeuge von 1.100 kg auf 1.030 kg beinhalten.

### Debüt und Zusammenführung mit der LMDh
2021, wenige Tage nach der Enthüllung des 9X8 Hypercar durch Peugeot, verkündeten die IMSA und die ACO, dass sie ihre jeweiligen Sportwagenprototypen-Regelwerke in einer Klasse zusammenführen würden. Diese Klasse soll in der FIA World Endurance Championship „Hypercar“ und in der IMSA „Grand Touring Prototype“ (GTP) genannt werden. Diese Annäherung erlaubt Fahrzeugen der Hypercar-Klasse die Teilnahme an der IMSA SportsCar Championship in einer gemeinsamen Klasse mit Autos nach LMDh-Regulatorik mit Beginn der Saison 2023. Dadurch konnten LMH- und LMDh-Autos sowohl in der nordamerikanischen Sportwagenmeisterschaft als auch in der Weltmeisterschaft gemeinsam antreten – eine Zusammenarbeit zwischen Europa und Amerika, die es im Spitzensport seit mehreren Jahrzehnten nicht mehr gegeben hat.
In der WEC-Saison 2021 starteten mit Toyota und Glickenhaus nur zwei Fabrikate sowie ein modifizierter LMP1-Bolide von Alpine, wobei Glickenhaus erst in Portimão an den Start ging. Toyota konnte die 24h von Le Mans 2021 und auch 2022 souverän gewinnen. 2022 stieß ab dem folgenden Rennen in Monza Peugeot mit dem 9X8 dazu. Die Langstreckenmeisterschaft ging in beiden Jahren ebenfalls an das Toyota-Werksteam.
Zur Saison 2023 haben sich die LMH-Boliden von Vanwall (ehemals ByKolles) und Ferrari eingeschrieben. Zudem stoßen zur Topklasse Fahrzeuge von Porsche und Cadillac nach dem LMDh-Reglement. Ab dem Rennen in Monza möchte zudem Isotta Fraschini ein Hypercar an den Start bringen. Für 2024 hatten sich De Tomaso mit einem LMH sowie weitere LMDh-Fahrzeuge für die Hypercar-Klasse angekündigt.
Seit 2025 greift auch Aston Martin mit dem LMH-Boliden Valkyrie AMR-LMH im Langstreckensport an. Mit dem Einsatz in der IMSA ist der Hersteller auch der Erste, der ein LMH-Fahrzeug dort an den Start bringt.

## Technische Regularien
Die Stirnfläche des Fahrzeugs darf nicht kleiner als 1,6 m² sein, und von oben, von der Seite und von vorn gesehen darf die Karosserie keine mechanischen Teile erkennen lassen, es sei denn, dies ist in den vorliegenden Vorschriften ausdrücklich erlaubt, oder das ursprüngliche Fahrzeugdesign wird beibehalten. Bewegliche Aerodynamikbauteile sind verboten.

### Antriebsstrang
Zwar sind nur Viertakt-Benzinmotoren zugelassen, ansonsten ermöglicht das Reglement aber große Freiheiten beim Antriebsdesign. Bei serienmäßigen Motoren müssen die Gussteile des Motorblocks und des Zylinderkopfs vom Basismotor stammen (können aber durch Bearbeitung oder Hinzufügen von Material geringfügig verändert werden), und die Kurbelwelle darf maximal 10 % leichter sein, während die Ventilwinkel, die Anzahl der Nockenwellen und die Lage der Nockenwellen ebenfalls so bleiben müssen, wie sie im Originalmotor verbaut sind.
Bei Fahrzeugen, die ein Hybridsystem mit Energierückgewinnung verwenden, wird die Geschwindigkeit, bei der es eingesetzt werden kann, in der Tabelle für die Leistungsbilanz festgelegt. Die elektrische Gleichstromleistung der MGU-K darf 200 kW nicht überschreiten, und mit Ausnahme der Boxengasse darf die MGU-K nur dann ein positives Drehmoment auf die Vorderräder übertragen, wenn die folgenden Bedingungen erfüllt sind:
- Wenn die Geschwindigkeit des Fahrzeugs mit Slick-Reifen bei trockenem Wetter gleich oder höher ist als der in der Balance-of-Performance-Tabelle angegebene Wert;
- Wenn die Geschwindigkeit des Fahrzeugs gleich oder höher ist als der entsprechende Wert in der BoP-Tabelle, wenn es nicht mit Slick-Reifen für trockenes Wetter ausgerüstet ist;
- Wenn die Geschwindigkeit des Fahrzeugs unter dem jeweiligen in der BoP-Tabelle festgelegten Wert liegt und unter diesem Wert bleibt, bis das Fahrzeug an die Box kommt.[23]

### Spezifikationen
| Maximale Länge                 | 5.000 mm (200 inch)                       |
| Maximale Breite                | 2.000 mm (79 inch)                        |
| Maximaler Radstand             | 3.150 mm (124 inch)                       |
| Minimale Stirnfläche           | 1,6 m² (2.500 sq inch)                    |
| Minimales Gewicht              | 1.030 kg (2.270 lb)                       |
| Minimales Gewicht des Motors   | 165 kg (364 lb)                           |
| Hubraum                        | Keine Beschränkung                        |
| Maximale Leistung              | 500 kW (670 PS)                           |
| Maximaler Raddurchmesser       | 710 mm (28 inch)                          |
| Maximale Reifenbreite          | 380 mm (15 inch)                          |
| Minimale Höhe der Scheinwerfer | 400 mm (15.75 in) über der Referenzfläche |

### Kritik
Nach drei Siegen des Ferrari 499P in Folge bei den 24-Stunden-Rennen von Le Mans 2023, 2024 und 2025 gibt es Kritik am Reglement: Die Idee des Balance of Performance sollte für gleiche Wettbewerbsbedingungen zwischen LMH und LMDh sorgen. Die LMH-Fahrzeuge hätten auf der Langstrecke aber deutliche Vorteile gegen die LMDh-Pendants.

## Bestätigte Hersteller
| Hersteller                   | Modell           | Abbildung | Debütjahr | Debütrennen                                 | Quelle                             |
| ---------------------------- | ---------------- | --------- | --------- | ------------------------------------------- | ---------------------------------- |
| Toyota                       | GR010 Hybrid     |           | 2021      | 6-Stunden-Rennen von Spa-Francorchamps 2021 | [ 26 ] [ 27 ]                      |
| Scuderia Cameron Glickenhaus | SCG 007          |           | 2021      | 8-Stunden-Rennen von Portimão 2021          | [ 28 ] [ 29 ]                      |
| Peugeot                      | 9X8              |           | 2022      | 6-Stunden-Rennen von Monza 2022             | [ 30 ] [ 31 ]                      |
| Ferrari                      | 499P             |           | 2023      | 1000-Meilen-Rennen von Sebring 2023         | [ 32 ] [ 33 ]                      |
| Vanwall                      | Vandervell 680   |           | 2023      | 1000-Meilen-Rennen von Sebring 2023         | [ 34 ] [ 35 ]                      |
| Isotta Fraschini             | Tipo 6-C         |           | 2024      | 1812-km-Rennen von Katar 2024               | [ 36 ] [ 37 ] [ 38 ] [ 39 ] [ 40 ] |
| Peugeot                      | 9X8 2024         |           | 2024      | 6-Stunden-Rennen von Imola 2024             | [ 41 ]                             |
| Aston Martin                 | Valkyrie AMR-LMH |           | 2025      | 1812-km-Rennen von Katar 2025               | [ 42 ]                             |

## Mögliche zukünftige Hersteller
| Hersteller | Model   | Debütjahr | Debütrennen | Quelle |
| ---------- | ------- | --------- | ----------- | ------ |
| De Tomaso  | P900 LM | 2024      | TBD         | [ 43 ] |
| Veloqx     | Fangio  | TBD       | TBD         | [ 44 ] |